# Drino nigripalpis
Drino nigripalpis är en tvåvingeart som beskrevs av Thompson 1966. Drino nigripalpis ingår i släktet Drino och familjen parasitflugor. Inga underarter finns listade i Catalogue of Life.